# Сант-Агата-суль-Сантерно
Сант-Ага́та-суль-Санте́рно (итал. Sant'Agata sul Santerno, эмил.-ром. Sant'Èghta) — коммуна в Италии, располагается в регионе Эмилия-Романья, в провинции Равенна.
Население составляет 2515 человек (2008 г.), плотность населения составляет 279 чел./км². Занимает площадь 9 км². Почтовый индекс — 48020. Телефонный код — 0545.
Покровительницей коммуны почитается святая Агата, празднование 5 февраля.

## Демография
Динамика населения: